# Nazionale maschile di pallacanestro dell'Uzbekistan
La nazionale di pallacanestro dell'Uzbekistan è la rappresentativa cestistica dell'Uzbekistan ed è posta sotto l'egida della Federazione cestistica dell'Uzbekistan.

## Piazzamenti

### Campionati asiatici
- 1995 - 7°
- 1999 - 9°
- 2001 - 9°
- 2003 - 14°

- 2005 - 11°
- 2009 - 14°
- 2011 - 12°

### Giochi asiatici
- 1998 - 9°
- 2006 - 11°
- 2010 - 11°

## Formazioni

### Campionati asiatici
Campionato asiatico maschile di pallacanestro 20014 Gorbunov, 6 Chabibulin, 8 Levin, 9 Demurin, 10 Abdurachmanov, 11 Šafenkov, 12 Belokurov, 14 Miradilov, 15 Karaulov,        All. Sergej Gavrilov
Campionato asiatico maschile di pallacanestro 20034 Korkan, 5 Nuraliev, 7 Miradilov, 8 Denisov, 9 Demurin, 10 Abdurachmanov, 11 Šafenkov, 12 Belokurov, 13 Gorbunov, 14 Kučin, 15 Safarov,        All. -
Campionato asiatico maschile di pallacanestro 20054 Martinenko, 5 Nuraliev, 6 Chabibulin, 7 Istočnikov, 8 Denisov, 9 Šatrov, 10 Abdurachmanov, 11 Šafenkov, 12 Belokurov, 13 Kozlov, 14 Kučin, 15 Safarov,        All. -
Campionato asiatico maschile di pallacanestro 20094 Gusev, 5 Nuraliev, 6 Šarafutdinov, 7 Inileev, 8 Denisov, 9 Šatrov, 10 Abdurachmanov, 11 Juginisov, 12 Jachin, 13 Kozlov, 14 Rachimov, 15 Safarov,        All. -
Campionato asiatico maschile di pallacanestro 20114 Šatrov, 5 Nuraliev, 6 Chabibulin, 7 Kozlov, 8 Denisov, 9 Kadirov, 10 Juginisov, 11 Zinov'ev, 12 Jachin, 13 Pereverzev, 14 Belokurov, 15 Timofeev,        All. Oleg Levin